# Open Networking Foundation
La Open Networking Foundation (ONF) es un consorcio dirigido por operadores sin fines de lucro. Utiliza un modelo de código abierto empresarial con el objetivo de promover networking a través de software-definido networking (SDN) y estandarizando con el protocolo relacionado con las tecnologías OpenFlow. El grupo de establecimiento de estándares y promoción de SDN se formó reconociendo que la computación en nube borrará las distinciones entre computadoras y redes. La iniciativa estaba destinada a acelerar la innovación a través de simples cambios de software en redes de telecomunicaciones, redes inalámbricas, centros de datos y otras áreas de redes.

## Historia
En junio de 2020, el ONF creció creció a más de 200 empresas miembro; estas incluyen proveedores de equipos de red, empresas de semiconductores, empresas de informática, empresas de software, proveedores de servicios de telecomunicaciones, operadores de centros de datos a hiperescala y usuarios empresariales.
Actualmente los proyectos de ONF los dirigen importantes cargos como en cloud y redes móviles.
Urs Hölzle discutió la adopción por parte de Google del software OpenFlow en una feria comercial que promocionaba OpenFlow en abril de 2012. Hölzle es el presidente del consejo de administración de ONF, sirviendo en la junta junto con representantes de los otros cinco miembros fundadores de la junta más NTT Comunicaciones y Goldman Sachs. El profesor de la Universidad de Stanford, Nick McKeown y el profesor de  U.C. Berkeley, Scott Shenker también sirven en la junta como directores fundadores que se representan a sí mismos.

## Hitos destacados
ONF lanzó un programa de certificación continuo para productos y equipamiento en la telecomunicación y networking en el espacio. Cuando parte de certificación, la Open Compute Project (OCP) está colaborando con ONF en este programa nuevo para promover el uso de OCP-hardware abierto reconocido por ONF.
En 2017 el ONF completó su fusión con la Open Networking Lab (ON.Lab). ONF retuvo el nombre hasta 2017.
En 2018 el ONF estableció su Equipo de Liderazgo Técnico (TLT).
En 2019 el ONF anunció la liberación pública de tres Diseños de Referencia (RDs): SEBA, Enrejado y ODTN.
En 2019, el ONF anunció la contribución con P4.org y que estos, serían el anfitrión para todas las actividades y grupos laborables relacionados con el desarrollo del P4 lenguaje de programación que se promueve en adelante.
En 2020 T-Mobile Poland anunció con el ONF que se ha conseguido llevar a cabo un corro de producción-fuera de OMEC: el ONF's Open Source Mobile Evolved Packet Core.
En 2020 la Open Networking Foundation anunció la liberación de Aether, la primera plataforma de código abierto para 5G, LTE y servicios de nube.